# Robecco d'Oglio
Robecco d'Oglio, en français Rebec, est une commune italienne de la province de Crémone, dans la région Lombardie.

## Histoire
À l'époque romaine, ce village se trouvait sur une voie consulaire, la via Brixiana, reliant le port de Crémone sur le Pô à Brescia (lat. Brixia), et de là à toute la Gaule Cisalpine (lat. Gallia Cisalpina).
En 1185, Rebec devint un avant-poste franc de la ville de Crémone, dont il partageait les privilèges moyennant une soumission entière à la politique de la cité voisine, et quelques années plus tard on y édifia un château pour protéger le territoire contre les Brescians. La signature d'un traité de paix entre les cités italiennes de Crémone, Brescia, Mantoue et Vérone en 1306 dans l'église saint-Joseph et Blaise, confirma l'importance stratégique de la commune.
Le chevalier Bayard y fut tenu échec et périt en 1524 (voyez bataille de la Sesia).

## Administration
| Période                                  | Période   | Identité            | Étiquette     | Qualité |
| ---------------------------------------- | --------- | ------------------- | ------------- | ------- |
| 15 mai 2023                              | au bureau | Marco Romeo Pipperi | Liste civique | Maire   |
| Les données manquantes sont à compléter. |           |                     |               |         |

### Communes limitrophes
Corte de' Cortesi con Cignone, Corte de' Frati, Olmeneta, Pontevico, Pozzaglio ed Uniti, Verolavecchia